# Maladera aureola
Maladera aureola är en skalbaggsart som beskrevs av Siuiti Murayama 1938. Maladera aureola ingår i släktet Maladera och familjen Melolonthidae. Inga underarter finns listade i Catalogue of Life.